# Hartmut Frische
Hartmut Frische (* 1946 in Berlin-Weißensee) ist ein deutscher Pfarrer der Evangelischen Kirche von Westfalen und Autor.

## Leben und Wirken
Hartmut Frische ist in Berlin geboren und im Stadtteil Haspe der westfälischen Großstadt Hagen aufgewachsen. Er studierte von 1965 bis 1971 Evangelische Theologie in Bethel, Heidelberg und Bonn. Danach war er in Nachfolge für Klaus Jürgen Diehl bis 1973 Reisesekretär der Studentenmission in Deutschland (SMD) im Norden Deutschlands. Von 1973 bis 2007 arbeitete er als Vikar, Pastor im Hilfsdienst und Pfarrer der Evangelischen Kirche von Westfalen in Lüdenscheid, in Siegen und in Hartum. Zwischen 1993 und 1996 war er theologischer Referent für missionarischen Gemeindeaufbau der Arbeitsgemeinschaft Missionarische Dienste in Berlin.
Frische ist Autor mehrerer Bücher vor allem zu Themen der Eschatologie. Seit 2008 ist er Mitglied des Instituts für Islamfragen der Evangelische Allianz in Deutschland, Österreich und der Schweiz.
Seit 1994 ist er mit seiner Frau Heidi Krause-Frische verheiratet. Das Paar wohnt seit 2023 in Minden.

## Veröffentlichungen
- Prophetische Bilder. Leitbilder der Gemeinde Jesu Christi, Aussaat-Verlag, Neukirchen-Vluyn 2000, ISBN 978-3-7615-5127-1.
- Die Botschaft von Patmos. Prophetische Bilder der Offenbarung, Aussaat-Verlag, Neukirchen-Vluyn 2002, ISBN 978-3-7615-5254-4.
- Visionen, die aufblicken lassen: eröffnet aus der Offenbarung des Johannes, Freimund-Verlag, Neuendettelsau 2008, ISBN 978-3-86540-047-5.
- Nur so ist mit uns Staat zu machen! Von der Volkskirche zur profilierten Minderheitskirche, VTR, Nürnberg 2014, ISBN 978-3-95776-029-6.
- Christen und Muslime: so nah, und doch so fremd, VTR, Nürnberg 2016, ISBN 978-3-95776-054-8.
- Durch Innehalten Halt gewinnen. Biblisches in krisengeschüttelter Zeit, Erlanger Verlag für Mission und Ökumene, Neuendettelsau 2024, ISBN 978-3-87214-582-6.